# Schwankhalle

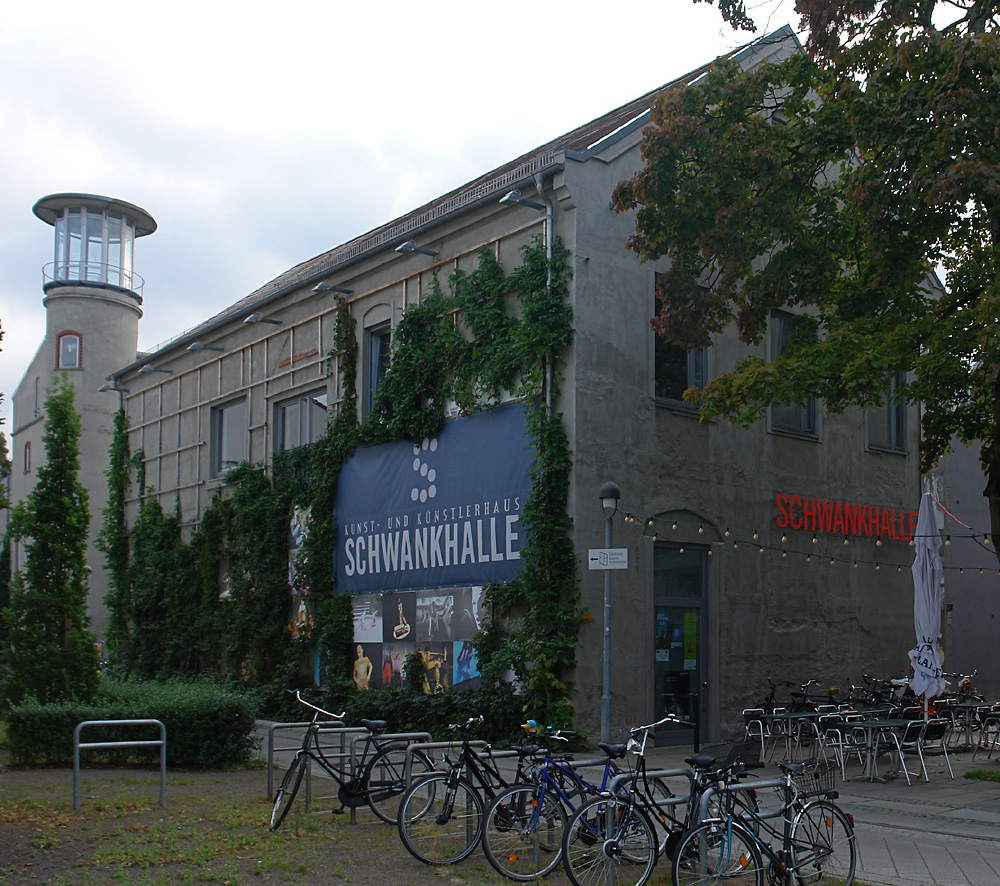
Blick vom Buntentorsteinweg

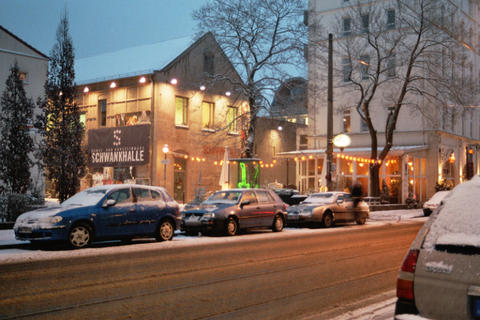
Schwankhalle im Winter

Die Schwankhalle auf dem Areal der ehemaligen Remmer-Brauerei in Bremen, Bremer Neustadt, Buntentorsteinweg 112/116, ist eine Spiel- und Produktionsstätte für die freien darstellenden Künste.

## Geschichte
Die Remmer Brauerei von Wilhelm Remmer entstand am Schüsselkorb. 1903/04 erfolgte die Verlegung der Brauerei in die Neustadt. Remmer wurde 1917 von der Kaiserbrauerei Beck (später Brauerei Beck) gekauft.
In der Schwankhalle der Brauerei fand der An- und Abtransport der Bierfässer statt. Das Gelände war nach 1945 lange Zeit Fuhrparkstelle der städtischen Müllabfuhr ohne besondere städtebauliche Bedeutung. Der Umbau der Altbauten, ergänzt mit Neubauten, erfolgte 2002 nach Plänen von Manfred Schomers, Rainer Schürmann und Walter Stridde.
Die Altbauten des Ensembles Buntentorsteinweg dienen seither der Kultur, die Neubauten mit einem Innenhof sind Wohnanlage für ältere Menschen. Der neu geöffnete öffentliche Weg zwischen Alt- und Neubau verbindet den Buntentorsteinweg mit dem Deich der Kleinen Weser. Der architekturführer bremen führte dazu aus: „Die architektonische und städtebauliche Neubestimmung eines Brauerei-Areals zeichnet sich durch eine Kombination aus Altbau-Umnutzung und Neubau aus, die zugleich eine Funktionsmischung festlegt.[…] Die Architektur der Wohnbauten nimmt sich optisch zurück. Lediglich die hohe zentrale Treppenhalle leistet sich einen großen architektonischen Gestus in neorationalistischer Manier.“
Das Gelände wurde „der freien professionellen Kunst- und Künstlerszene aller Sparten“ aus Bremen und Umgebung zur Nutzung zur Verfügung gestellt. 1992 begann die schrittweise Sanierung, durch die bereits erste Künstler einen Ausstellungs- und Präsentationsort fanden. Nach Abschluss der Sanierung finden hier seit dem Herbst 2003 Theater-, Tanz- und Musikveranstaltungen statt. Im Gebäude der Schwankhalle ist ein Rundfunkstudio untergebracht, von dem aus der Bremer Offene Kanal „Radio Weser TV“ u. a. mit der Sendung Schwankungen beschickt wurde. Zu den freien Gruppen und Künstlern, die dort ihre feste Heimstatt hatten, gehörte unter anderem das Junge Theater Bremen (um das Label Alte Liebe für Eigenproduktionen erweitert).
Das Gebäude  wurde zur Hälfte restauriert und zur Hälfte neu gebaut und 2003 eröffnet. Bis 2011 wurde die Schwankhalle vom Jungen Theater Bremen, dem steptext dance project und kulturg.u.t. e. V. und seit 2011 vom Verein Neugier e. V., dessen Vorstände zugleich als künstlerische und betriebliche Geschäftsführer agieren, unter wechselnden künstlerischen Leitungen als Künstlerhaus Schwankhalle: Raum für Ideen betrieben und mit Eigenproduktionen sowie mit lokalen, nationalen und internationalen Gastspielen, Koproduktionen und Festivals sowie von Akteuren und Freien Theatern der Bremer Szene sowie interdisziplinären Projekten mit Medien- bzw. Stadtteil-Bezug bespielt.
2014 entschied ein Großteil der Kulturschaffenden der Schwankhalle, sich aus dem operativen Betrieb zurückzuziehen und Neugier e. V. schrieb die Leitung des Hauses öffentlich aus. Von 2015 bis 2020 leitete Pirkko Husemann die Schwankhalle und baute sie als Labor und Arbeitsraum für lokale, nationale und internationale Projekte und Kooperationen aus. Im September 2020 wurde die Interimsleitung für zwei Jahre von Marta Hewelt und Florian Ackermann übernommen. Seit dem 1. August 2022 steht die Schwankhalle unter der Leitung von Anna K. Becker, Katrin Hylla und Rahel Häseler.

## Struktur des Hauses
Die Schwankhalle hat zwei voll ausgestattete Theatersäle mit einer Platzkapazität von 120 bzw. 80 Sitzen, ein Radiostudio, Probebühnen und Gästewohnungen. Seit 2012 wird der Trägerverein Neugier e. V. als Betreiber und Veranstalter institutionell durch den Bremer Senator für Kultur gefördert. Die Schwankhalle ist Mitglied von vis-a-vis Neustadt, dem Clubverstäker Bremen, Stadtkultur Bremen sowie Klub Dialog und kooperiert mit klangpol (Netzwerk Neue Musik).

## Performing Arts Festival
Das Outnow-Festival wird von der Schwankhalle und dem Theater Bremen biennal veranstaltet. Das Performing Arts Festival präsentiert Produktionen nationaler und internationaler Nachwuchskünstler aus Schauspiel, Musiktheater, Tanz und Performance und angrenzenden Kunstgattungen.